# 336 a.C.

## Eventos
- 111a olimpíada: Cleomantis de Cleitor, vencedor do estádio.[1]
- Lúcio Papírio Crasso e Cesão Duílio, cônsules romanos.
- Alexandre, o Grande sobe ao trono da Macedônia até 323 a.C..

## Mortes
- Felipe II da Macedônia é assassinado por Pausânias de Oréstide.[2]

- 111a edição dos Jogos Olímpicos da Antiguidade.[3] Cleomantis de Cleitor foi o vencedor da corrida a pé.[3]

## Política
- Pitodoro, arconte de Atenas.[3]
- Quinto Públio e Tibério Emílio Mamerco, cônsules romanos.[3]

## Casamentos
- Alexandre I do Epiro, irmão de Olímpia do Epiro, casa-se com Cleópatra, filha de Filipe II e Olímpia; durante a festa do casamento, Filipe é assassinado.[4]